# جورج ديفيدسون (محامي)
جورج ديفيدسون (بالإنجليزية: George Davidson)‏ هو محامي أمريكي، ولد في 6 أبريل 1942.